# Aleksej Nešović
Aleksej Nešović, né le 14 mars 1985, à Sarajevo, dans la République socialiste de Bosnie-Herzégovine, est un joueur bosnien de basket-ball. Il évolue aux postes de meneur et d'arrière.

## Palmarès
- Championnat du Monténégro
  - Vainqueur : 2011
- Coupe de Macédoine
  - Vainqueur : 2018
- Coupe de Serbie-et-Monténégro
  - Vainqueur : 2004
- Coupe du Monténégro
  - Vainqueur : 2011